# Little Child
"Little Child" é uma canção dos Beatles do álbum With the Beatles. Ela foi escrita por John Lennon e Paul McCartney para Ringo Starr cantar, mas ao invés dela foi dada "I Wanna Be Your Man" do mesmo álbum.
Paul descreve "Little Child" como uma canção de trabalho para preencher o álbum. Paul admitiu roubar a linha: "I'm so sad and lonely" de Elton Hayes mas de qual canção foi tirada a frase permanece incógnito. A frase "sad and lonely" também aparece na canção "Act Naturally", que Ringo canta no álbum Help!.  

## Créditos
- John Lennon – vocal, guitarra rítmica, harmônica
- Paul McCartney – vocal, piano, baixo
- George Harrison – guitarra
- Ringo Starr – bateria

Créditos por Ian MacDonald